# Hormathia alba
Hormathia alba is een zeeanemonensoort uit de familie Hormathiidae.
Hormathia alba is voor het eerst wetenschappelijk beschreven door Andrès in 1880.